# 15503 Estradioto
15503 Estradioto este o planetă minoră (asteroid), cu un diametru de 9,634 km, din centura de asteroizi. A fost descoperită pe 7 septembrie 1999 la Experimental Test Site⁠(d) de Lincoln Near-Earth Asteroid Research. 
Obiectul prezintă o orbită caracterizată de o semiaxă mare de 2,6474584 UAi, o excentricitate de 0,06, o înclinație de 3,55388 ° în raport cu ecliptica.